# Actinomyces israeli
Aktinomices izraeli (lat. Actinomyces israeli) je bakterija koja pripada rodu aktinomices (actinomyces), porodici aktinomiceacea. Ove bakterije su slične gljivama, i kod ljudi izazivaju oboljenje aktinomikoza (actinomycosis).

## Osobine
Ove bakterije imaju dva morfološka oblika: u inficiranom organizmu i na bakteriološkim podlogama. U bolesničkom materijalu se nalaze u vidu čvrstih, žutih zrnaca, veličine 0,1 — 2 mm. To su kolonije koje se nazivaju druze. U kulturi se nalaze kraći i duži štapići koji se po Gramu boje pozitivno. Aktinomices izraeli raste sporo na većini podloga. Najbolje se kultiviše na tioglikolatskom bujonu i takozvanoj MSIA podlozi Ova bakterija je biohemijski aktivna prema mnogim ugljenim hidratima

## Ostale karakteristike
Aktinomoces izraeli spada u red otpornih bakterija. Pokazuje osetljivost prema penicilinu i tetraciklinima. Nije potvđeno da ova bakterija luči toksične materije. Aktinomikozu karakteriše pojava apscesa čiji se sadržaj posle njihovog prskanja drenira najčešće kroz kožu.Prema lokaciji bolesti razlikuju se tri oblika aktinomikoza: aktinomokoza lica i vrata (cerviko-facijalna), aktinomikoza grudnog koša (torakalna) i aktinomikoza trbuha (abdominalna). Rezervoar infekcije je čovek. Ova bakterija se često nalazi u zdravoj usnoj duplji, ali oboljenja izaziva samo udružena sa drugim bakterijama.